# イーストエンド映画祭
イーストエンド映画祭（イーストエンドえいがさい、英: East End Film Festival）はイギリスで開催されていた大きな映画祭の一つ。毎年ロンドンで開催される国際映画祭。初開催は2001年。